# Скребатно
Скребатно (мкд. Скребатно) је насеље у Северној Македонији, у југозападном делу државе. Скребатно припада општини Охрид.

## Географија
Насеље Скребатно је смештено у југозападном делу Северне Македоније. Од најближег града, Охрида, насеље је удаљено 12 km источно.
Скребатно се налази у историјској области Охридски крај, која се обухвата источну и североисточну обалу Охридског језера. Насеље је смештено на северним падинама планине Галичице. Надморска висина насеља је приближно 990 метара.
Клима у насељу је планинска због знатне надморске висине.

## Становништво
Скребатно је према последњем попису из 2002. године имало 6 становника. 
Већину становништва чине етнички Македонци (100%).
Већинска вероисповест је православље.